# Том и Джери срещат Шерлок Холмс
„Том и Джери срещат Шерлок Холмс“ или „Том и Джери се запознават със Шерлок Холмс“ (на английски: Tom and Jerry Meet Sherlock Holmes) е американски директно издаден на видео анимационен филм от 2010 г. с участието на дуото котка и мишка Том и Джери. Режисьори са Спайк Брандт и Джеф Сиргей, а сценарият е на Ърл Крес. Премиерата на филма излиза на DVD от 16 август 2010 г. във Великобритания, и на 24 август в САЩ.

## Актьорски състав
- Майкъл Йорк – Шерлок Холмс
- Малкълм Макдауъл – Професор Мориарти
- Джон Рийс-Дейвис – доктор Уотсън
- Грей Делайл – Ред
- Джеф Бъргман – Бъч/Друпи
- Фил Ламар – Спайк/Полицай
- Грег Елис – Тин/Сержант
- Джес Харнел – Пан/Брет Джеръми
- Ричард Макгонагъл – Али/Първи полицай
- Кат Суси – Тъфи
- Били Уест – Том

## В България
В България филмът е излъчен по Картун Нетуърк като част от „Картун Нетуърк Кино“ през 2016 г.
През 2022 г. се излъчва в стрийминг платформата „Ейч Би О Макс“.

### Нахсинхронен дублаж
| Персонаж          | Изпълнител                                        |
| ----------------- | ------------------------------------------------- |
| Шерлок Холмс      | Момчил Степанов                                   |
| Професор Мориарти | Кирил Бояджиев                                    |
| д-р Джон Уотсън   | Николай Пърлев                                    |
| Ред               | Ася Братанова (диалог) Надежда Панайотова (вокал) |
| Буч               | Георги Георгиев                                   |
| Друпи             | Камен Асенов                                      |
| Тъфи              | Ралица Стоянова                                   |
| Полицай           | Георги Иванов                                     |

| Обработка              | Александра Аудио (2016) |
| ---------------------- | ----------------------- |
| Изпълнителен продуцент | Васил Новаков           |